# 1124 Stroobantia
Az 1124 Stroobantia (ideiglenes jelöléssel 1928 TB) a Naprendszer kisbolygóövében található aszteroida. Eugène Joseph Delporte fedezte fel 1928. október 6-án, Uccleben.